# Jeremy Hall (piłkarz)
Jeremy Hall (ur. 11 września 1988 w Tampa) – amerykański piłkarz występujący na pozycji pomocnika jak i prawego obrońcy. Zawodnik klubu Tampa Bay Rowdies.
Karierę zawodową rozpoczął w 2009 roku w zespole New York Red Bulls. W 2011 zmienił klub na Portland Timbers, i w tym samym roku przeniósł się do teksańskiego FC Dallas. Następnie grał w Toronto FC, Wilmington Hammerheads, New England Revolution, a w 2016 trafił do Tampa Bay Rowdies.